# الزور
الزور، هي دوحة ساحلية في جنوب الكويت وهي منطقة من مناطق محافظة الأحمدي. وهي تعد من المناطق النفطية حيث اكتشف بها بئر نفط عام 1958. وبها بعض المنشأة ومنها محطة الزور لتوليد الطاقة الكهربائية ، ومخيم شركة نفط الكويت ، ومركز تدريب شركة شيفرون السعودية ،  مركز استقبال شركة شيفرون السعودية ، وعدد من المدارس ومباني خدمات للمنطقة ومساكن للعاملين بشركات النفط ، والشاليهات والمنتزهات. سميت بهذا الاسم نسبة إلى جبل فيه اعوجاج.